# باول نيوبولد
باول نيوبولد (بالإنجليزية: Paul Newbold)‏ هو اقتصادي بريطاني، ولد في 12 أغسطس 1945 في Sileby ‏ في المملكة المتحدة، وتوفي في 18 نوفمبر 2016 في ليستر في المملكة المتحدة.